# Sergej Bubnov
Sergej Bubnov, slovenski seizmolog in potresni inženir ruskega porekla, * 21. november 1914, Sankt Peterburg, Rusija, † 14. april 2000, Ljubljana.

## Življenjepis
Leta 1920 se je s starši iz Rusije preselil v Dubrovnik, kjer je oče, nekdanji ruski admiral Aleksander D. Bubnov, dobil mesto na Pomorski akademiji. S. Bubnov je končal realno gimnazijo v Sarajevu leta 1933 in leta 1939 diplomiral iz gradbeništva v Beogradu. Po drugi svetovni vojni je delal najprej pri obnovi prog na železniški direkciji v Ljubljani, nato kot projektant-statik, leta 1964 pa je postal direktor gradbeniškega poslovnega združenja Giposs. Leta 1978 je bil habilitiran za rednega univerzitetnega profesorja za seizmično gradbeništvo na Fakulteti za gradbeništvo in geodezijo Univerze v Ljubljani.